# わしズム
『わしズム』は、幻冬舎および小学館から出版されていた日本の季刊誌。漫画家の小林よしのりが責任編集長を務めていた。

## 概要
2002年4月幻冬舎から創刊。現代の日本が「信頼崩壊の時代」にあると位置付けた小林は、編集方針として、「信頼の再構築のために『バラバラになった価値の中から真実に迫る価値を探しだして束ね』、自分（わし）の好きな表現者や学者や漫画を掲載していく」ことを掲げた。
幻冬舎からは2005年7月まで15号が刊行された。2005年10月刊行の16号から発行元を小学館に移籍したが、2009年2月で終刊となった。その後、2011年12月創刊の『前夜』を経て、2012年3月に幻冬舎から復刊号が発行された。
2012年7月の第31号で幻冬舎版も再度終刊。
誌名の由来は、一人称の「わし」と「ファシズム」を掛け合わせたものである（後述）。

## 経緯
小林は、既存のメディア業界の状況を「反日的な左翼と親米保守の、共に真正保守ではない両者が席巻している」と見て、これらに束縛されない独自の雑誌を発刊したいと考えた側面と、左翼・保守双方から批判される身となった自身の情報発信の場を守るため、作ることになったと述べていた。また、あらゆる表現を載せ、左右の立場を超えた場にすることを目指し、目標は『COM』や『ガロ』とも述べていた。
そして、『戦争論シリーズ』等を出版した幻冬舎から自ら編集長を務める不定期刊行の雑誌を創刊させることが決まり、その雑誌名は小林の一人称である「わし」と「ファシズム」を掛け合わせた『わしズム』となった。「ファシズム」は、本来は束ねるという意味もあり、様々な表現を行なわせ、それを「束ねる」ことを理念とした。
実際の編集業務は同社取締役で副編集長の志儀保博と共同作業で行うことが多く、同誌掲載の「ゴーマニズム宣言EXTRA」で志儀が全裸で眠っている姿を描くなど、ネタにする事もしばしばであったが、小林は「優秀な編集者」と高く評価している。
その後、幻冬舎が株式公開への準備を始めたことなどから、少人数で大ヒットを連発しなければならない同社の体制で、10万部前後の売り上げである「わしズム」に専任編集者を拘束し続けることは「今の幻冬舎には、わしのわがままに応えるだけの余裕は無い」と判断して、『SAPIO』と同じ小学館からの刊行へと変更することとなった。
『SAPIO』2008年11月26日号に掲載された「新ゴーマニズム宣言」において、2009年冬号をもって休刊することが発表された。これについて小林は、実名は出されていないある人物による小学館への圧力により、これ以上自由な言論を行うことに対する不安を感じるようになったと述べている。
2011年12月、『前夜』を1号だけ出すも対象層には受けず廃刊となり、2012年3月に『わしズム』を復活させた。

## 誌面
- 主な内容は小林よしのりの漫画や対談が中心だが、硬派の評論あり下ネタの放談ありと多岐にわたった。
- 誌面に登場する者も漫画家・学者・評論家・政治家・落語家・ミュージシャン・タレントなど多士済々。時にはかつて論敵だった者の寄稿も掲載したり対談を行なうなど読者を驚かせる事もあり（宮崎哲弥・宮台真司・香山リカ・大塚英志・西尾幹二など）。最近は積極的な批判を聞きたいとして、左翼・リベラル派と目される相手とも対談を行ない、「反戦平和でもいい」と、こうの史代に巻頭漫画を依頼した。
- 2009年2月までの同誌に掲載されるゴーマニズム宣言は「ゴーマニズム宣言EXTRA」と言う題の番外編扱いとなっていた（2007年夏号より休載され、代わって「卑怯者の島」という日米戦のストーリー漫画が開始された）
- 初期には自らの書き下ろし漫画「夫婦の絆」を連載していたが、連載が中断されたまま未完。他にも「このわしを見よ」という、より主観色の強いゴー宣外伝や、樹海に自殺にやってきた人々の姿を描く「ザ・樹海」や、「おぼっちゃまくん」の描き下ろし・再録、「桃太郎」を残酷なパロディ風味にした「ももたろさん」（90年代後期に雑誌「宝島30」に掲載された「よしりん童話」に加筆・訂正を加えたものである）などの読み切り漫画を掲載する事もあった。
- SAPIOで「ガラガラポン! 日本政治」を連載している漫画家業田良家を同誌でも受け持つ形で、『独裁君』という金正日をモチーフにした風刺漫画を連載した。

### 特集の一覧
| Vol. | 発売日          | 特集                                                             | 発行   |
| ---- | --------------- | ---------------------------------------------------------------- | ------ |
| 1    | 2002年4月25日   | （特集なし）                                                     | 幻冬舎 |
| 2    | 2002年7月25日   | （特集なし）                                                     | 幻冬舎 |
| 3    | 2002年9月27日   | （特集なし）                                                     | 幻冬舎 |
| 4    | 2002年12月3日   | （特集なし）                                                     | 幻冬舎 |
| 5    | 2003年2月27日   | （特集なし）                                                     | 幻冬舎 |
| 6    | 2003年4月25日   | イラク戦争と倫理                                                 | 幻冬舎 |
| 7    | 2003年7月25日   | 日本は「核」を持てるのか                                         | 幻冬舎 |
| 8    | 2003年9月25日   | 『戦争論3』こう読んだ                                            | 幻冬舎 |
| 9    | 2003年12月5日   | （特集なし）                                                     | 幻冬舎 |
| 10   | 2004年3月25日   | （特集なし）                                                     | 幻冬舎 |
| 11   | 2004年6月25日   | 福岡わが故郷／イラク戦争と報道                                   | 幻冬舎 |
| 12   | 2004年9月25日   | 天皇論と家族論                                                   | 幻冬舎 |
| 13   | 2004年12月10日  | 挑戦的平和論                                                     | 幻冬舎 |
| 14   | 2005年3月25日   | 大人のための純愛論                                               | 幻冬舎 |
| 15   | 2005年7月25日   | 「戦後60年」を0（ゼロ）に戻す                                    | 幻冬舎 |
| 16   | 2005年10月5日   | 日本統治論                                                       | 小学館 |
| 17   | 2006年1月13日   | 嫌米流                                                           | 小学館 |
| 18   | 2006年4月5日    | こどもの現実                                                     | 小学館 |
| 19   | 2006年7月19日   | 『戦争論』以後                                                   | 小学館 |
| 20   | 2006年10月18日  | 真の不安、偽りの不安                                             | 小学館 |
| 21   | 2007年1月17日   | パトリ（故郷）なき「美しい国」を愛せますか？                     | 小学館 |
| 22   | 2007年4月18日   | あなたにとって、国家にとって、日本人にとって、「結婚」は必要か！ | 小学館 |
| 23   | 2007年7月30日   | 「物語」としての戦争                                             | 小学館 |
| 24   | 2007年10月31日  | 全体主義の島「沖縄」                                             | 小学館 |
| 25   | 2008年1月30日   | デマと冷笑の「テレビ」                                           | 小学館 |
| 26   | 2008年4月16日   | 北方の切迫、南方の危機。                                         | 小学館 |
| 27   | 2008年7月30日   | ダライ・ラマ14世に異議あり                                       | 小学館 |
| 28   | 2008年10月29日  | 日本国民としてのアイヌ                                           | 小学館 |
| 29   | 2009年2月25日   | こんな日本に誰がした！売国政治家ランキング                       | 小学館 |
| 1    | 『前夜 ZEN-YA』 | 『前夜 ZEN-YA』                                                  | 幻冬舎 |
| 1    | 2011年12月16日  | 放射能、ホントのホントは、どんだけ怖い？                         | 幻冬舎 |
| 30   | 2012年3月21日   | 女性宮家創設の真相はこれだ！／AKB48で日本が変わっていく！        | 幻冬舎 |
| 31   | 2012年7月26日   | 古事記りばいばる                                                 | 幻冬舎 |

## 参加メンバー

### 常連執筆者
過去に連載していた者も含む。
- 西部邁 （評論家、秀明大学学頭）
- 長谷川三千子 （評論家、埼玉大学教授）
- 宮崎哲弥 （評論家）
- 小谷野敦 （評論家）
- 紺谷典子 （エコノミスト、国民新党副代表）
- 八木秀次 （憲法学者、評論家、高崎経済大学教授）
- 小林至 （評論家、元プロ野球選手、江戸川大学助教授）
- 大高未貴 （ジャーナリスト）
- 潮匡人 （評論家、軍事ジャーナリスト、帝京大学短期大学助教授）
- 渡部陽一 （フォトジャーナリスト）
- 高森明勅 （歴史学者、拓殖大学客員教授、靖国神社崇敬奉賛会青年部「あさなぎ」顧問）
- 木村三浩 （新右翼「一水会」代表）
- 橘玲 （作家）
- 新藤洋一 （料理人）
- 林建良 （評論家）
- 謝雅梅 （エッセイスト、産能短期大学講師）
- 末永直海 （作家）
- 深川峻太郎 （フリーライター）
- 笹公人 （歌人）
- 富岡幸一郎 （文芸評論家、関東学院大学教授）
- 桂歌蔵 （落語家）
- みうらじゅん （漫画家）
- 業田良家 （漫画家）
- しりあがり寿 （漫画家）
- 辛酸なめ子 （漫画家）
- 吉田豪 （コラムニスト）
- 海原よいしょ （コラムニスト）

### ゲスト執筆者
- 中野翠 （コラムニスト）
- 唐沢俊一 （作家、と学会創設会員）
- 佐藤洋二郎 （作家、日本大学芸術学部助教授）
- 清水ちなみ （コラムニスト）
- 清水義範 （作家）
- 中田清康 （大東亜青年塾塾長）
- 片岡鉄哉 （評論家、元スタンフォード大学フーバー研究所研究員）
- 青山繁晴 （評論家、独立総合研究所社長）
- 佐伯啓思 （評論家、経済学者、京都大学教授）
- 宮台真司 （社会学者、評論家、首都大学東京教授）
- 香山リカ （精神科医、評論家、帝塚山学院大学教授）
- 副島隆彦 （評論家、常葉学園大学教授）
- 浅羽通明 （評論家、早稲田セミナー専任講師）
- 久坂部羊 （作家、医師）
- 川内康範 （作家、作詞家、政治評論家）
- 橋田信介 （ジャーナリスト、その後、イラク国内で取材中に襲撃され死亡した為、わしズムへの最初にして最後の寄稿と言う形で絶筆となってしまった）
- 黄文雄 （評論家、拓殖大学客員教授）
- 宮城能彦 （沖縄大学教授、小林の沖縄取材時のガイドを務めた）
- 関岡英之 （ノンフィクション作家）
- こうの史代 （漫画家）
- 西尾幹二 （評論家、ドイツ文学者、電気通信大学名誉教授、「新しい歴史教科書をつくる会」元名誉会長）
- 切通理作 （評論家）
- とり・みき （漫画家）

### ゲスト対談者
- ZEEBRA （ミュージシャン）
- 秋本治 （漫画家）
- 小松正之 （水産庁参事官）
- 高木美保 （タレント）
- TAKURO （ロックバンドGLAYリーダー）
- 石田ゆり子 （女優）
- 古賀誠 （衆議院議員、自民党元幹事長）
- 中村哲 （医師、ペシャワール会代表）
- 長谷川法世 （漫画家）
- 倉田真由美 （漫画家）
- 福岡伸一 （青山学院大学教授）
- 趙宏偉 （法政大学助教授）
- 堀辺正史 （日本武道傳骨法創始師範）
- 長田百合子 （教育評論家、「長田塾」代表）
- 諏訪哲二 （プロ教師の会代表）
- 大塚英志 （評論家）
- 鈴木邦男 （新右翼）
- 森達也 （映画監督）
- 稲田朋美 （衆議院議員）